# O Recado das Ilhas
O Recado das Ilhas, também conhecido como Moia: O Recado das Ilhas (em francês:  Le Message des îles) é um filme luso-franco-angolano realizado e escrito por Ruy Duarte de Carvalho e produzido por Paulo Branco.

## Elenco
- Edmea Brigham
- Tchale Figueira
- Simeano Montrond
- Romana Evora